# Sector Sexs
Sector Sexs var ett svenskt trallpunkband från Östersund som existerade åren 1989–1996. Bandet hann med att släppa en hel del material och turnera runt om i Sverige. Efter att själva ha släppt demon "Musiken gör mig...döv" och en EP signades bandet till Älmhultsbaserade "Hot Stuff Records" 1994. Bandet hann med att ge ut 2 fullängdare på etiketten och följa upp dem med ett antal Sverigeturnéer innan bandet gick i graven 1996.

## Medlemmar
- Calle Markstedt – gitarr, sång
- Claes Rosenberg – gitarr, bakgrundssång
- Måns Rande – basgitarr
- Jonas Wångenberg – trummor

## Diskografi
Demo
- 1992 – Musiken Gör Mig... Döv (Kassett)

Studioalbum
- 1994 – ....På Oväntat Besök (CD, Hot Stuff Records)

EP
- 1993 – Till Alla Er... (7" vinyl, Hot Stuff Records)
- 1994 – Sector Sexs (CD, Hot Stuff Records)

Singlar
- 1994 – "Lås Din Dörr" (CD, Hot Stuff Records)
- 1994 – "Rockstars" (CD, Hot Stuff Records)

Finns med på bland annat
- Äggröran (CD, Ägg Tapes & Records)
- Kakafoni 6 (CD, Rosa Honung Records)